# Manchester Square
Manchester Square er en plads og park der ligger i Marylebone-områret i London, England et kort stykke nord for Oxford Street. Den stammer far slutningen af 1700-tallet, og det er en af de mindre parker i byen, men den har meget velbevaret georgiansk arkitektur.
På den centrale del af den nordlige ende af pladsen ligger et palæ der tidligere blev kaldt Manchester House, og hun kaldes Hertord house. Her er museet Wallace Collection indrettet, og det indeholder en samling af kunst og fåben. Huset og pladsen er en del af Marylebones Portman Estate. Opførslen af begge dele blev påbegyndt omkring 1776.